# Isidor Marí i Mayans
Isidor Marí i Mayans (1949) is een zanger-tekstschrijver, filoloog en cultureel en politiek activist van de Balearen, een autonome gemeenschap van Spanje.
Hij is geboren op 23 september 1930  in de stad Eivissa op de Balearen. Hij studeerde Catalaanse Filologie aan de Universiteit van Barcelona (UB). Hij werkte een tijd als docent aan de Universitat de les Illes Balears. Hij was aanvankelijk zeer geïnteresseerd in de volkskunst, ook op grond van zijn ervaringen als zanger-tekstschrijver van de folkloristische groep UC (1974-1979). Later ging zijn belangstelling uit naar sociolinguïstiek, al bleef hij actief als muzikant.
Hij werkte voor de adviesraad voor taalzaken van de Catalaanse regering en was binnen die opdracht zeer betrokken bij de creatie van Termcat, een online dienst die zowel particulieren, vertalers, wetenschappers als zakenmensen helpt bij het zoeken van de juiste Catalaanse term voor technische woordenschat, neologismen, anglicismen enz.  In 2010 werd hij verkozen tot voorzitter van de afdeling filologie van het Institut d'Estudis Catalans (IEC), de academie voor de Catalaanse taal. Hij bekleedt de leerstoel meertaligheid van Linguamó (Universitat Oberta de Catalunya).

## Werken

### Discografie
Met de groep UC
- 1974: Cançons d'Eivissa
- 1976: En aquesta illa tan pobra
- 1979: Una ala sobre el mar
- 1987: Cançoniues
- 1993: Camins de migjorn
- 1997: Entre la mar i el vent. Uc canta a Marià Villangomez
- 1998: Toc i repicó[4]

Met Falsterbo
- 2002 Salta un ocell, met Falsterbo

Solo
- 1968: Eivissa (Edigsa)
- 1969: Voldria fer una cançó (Edigsa)
- 2006 Ansa per Ansa

### Non fictie
- 1984 La nostra pròpia veu. Literatura de les Pitiüses, met J. Serra
- 1990 Els perfils del català. Varietats i registres de la llengua catalana, met D. Cassany
- '1991 El debat autonòmic a les Illes durant la Segona República, met G. Simó
- 1992 Un horitzó per a la llengua. Aspectes de la planificació lingüística
- 1993 Conocer la lengua y la cultura catalanas (es) [5]
- 1996 Plurilingüisme europeu i llengua catalana
- 2001 La cultura a Eivissa i Formentera (segles XIX i XX)
- 2002 Una política intercultural per a les Balears?
- 2006 El multilingüisme de les empreses en el mercat mundial: l’estratègia britànica com a exemple (Meertaligheid binnen ondernemingen op de wereldmarkt: de Britse strategie als voorbeeld)